# ژان-بپتیست اوئه
ژان-بپتیست اوئه (فرانسوی: Jean-Baptiste Huet‎; ۱۵ اکتبر ۱۷۴۵ – ۲۷ اوت ۱۸۱۱) نقاش، حکاک و طراح اهل فرانسه بود.

## نگارخانه

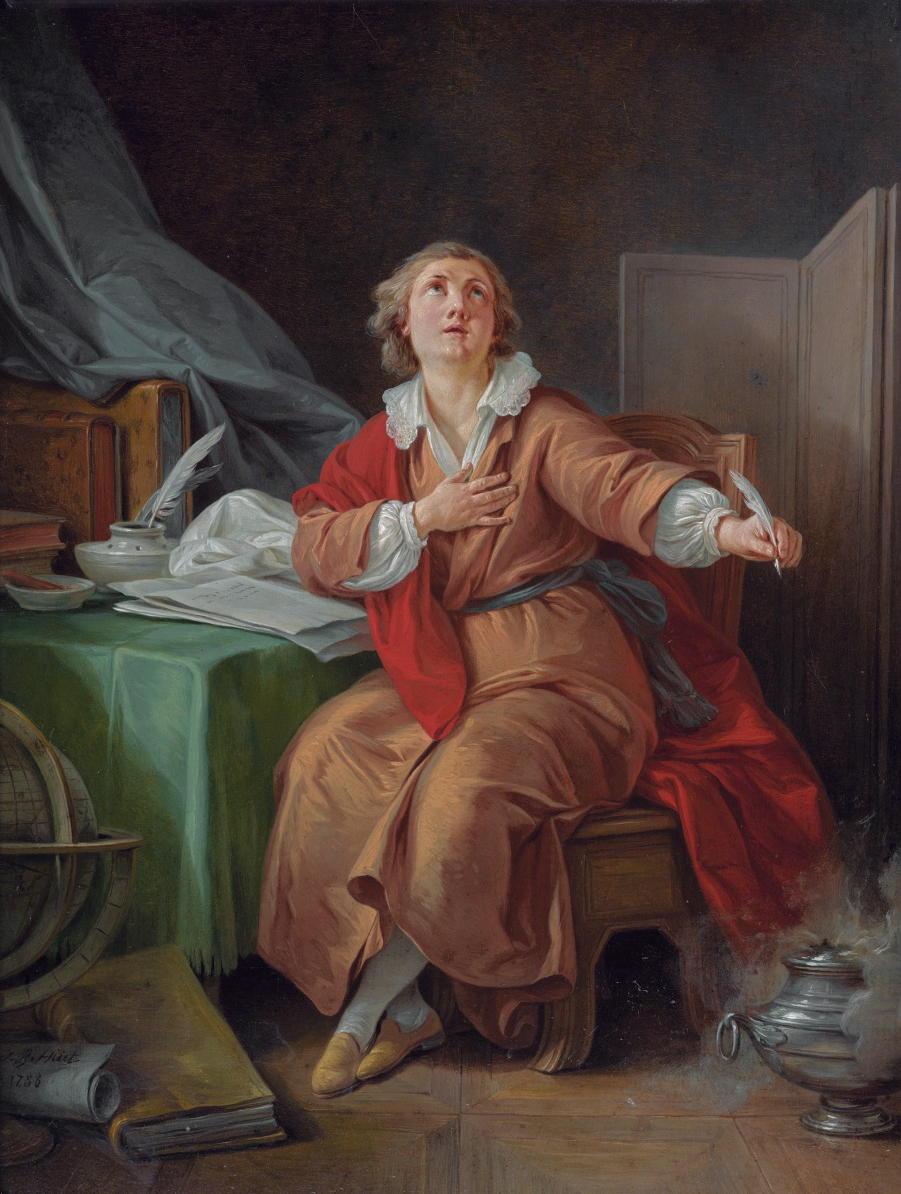
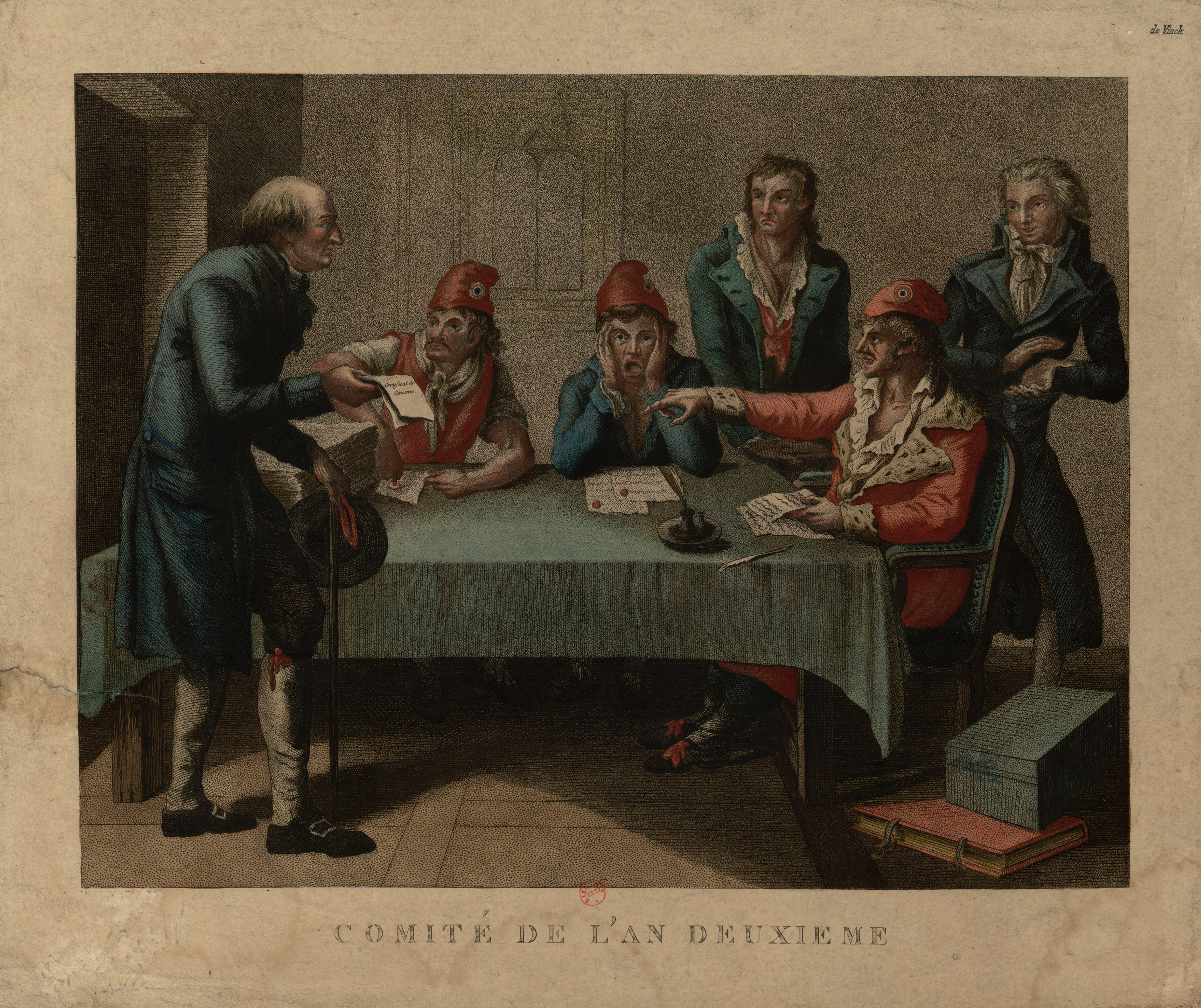
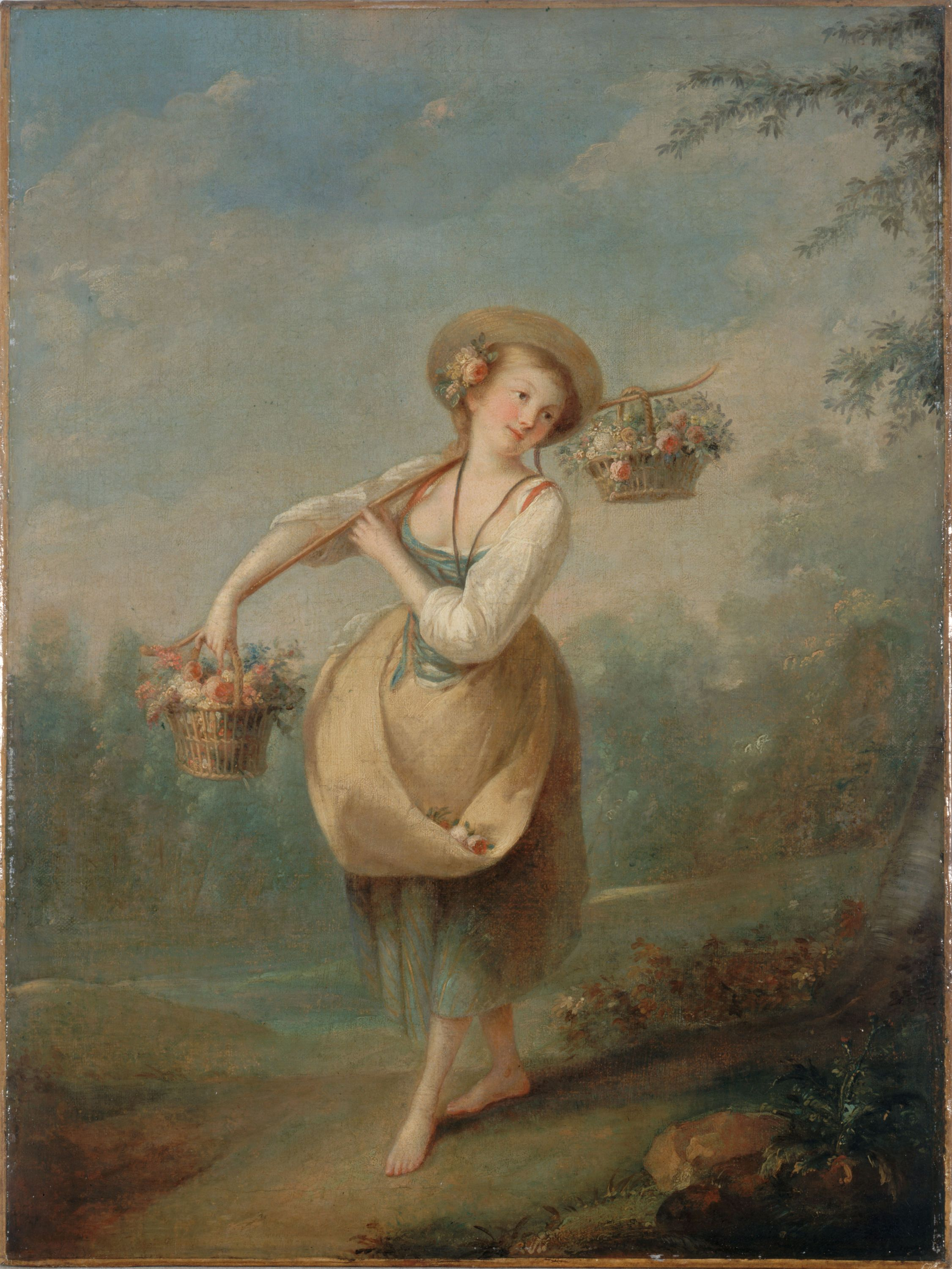
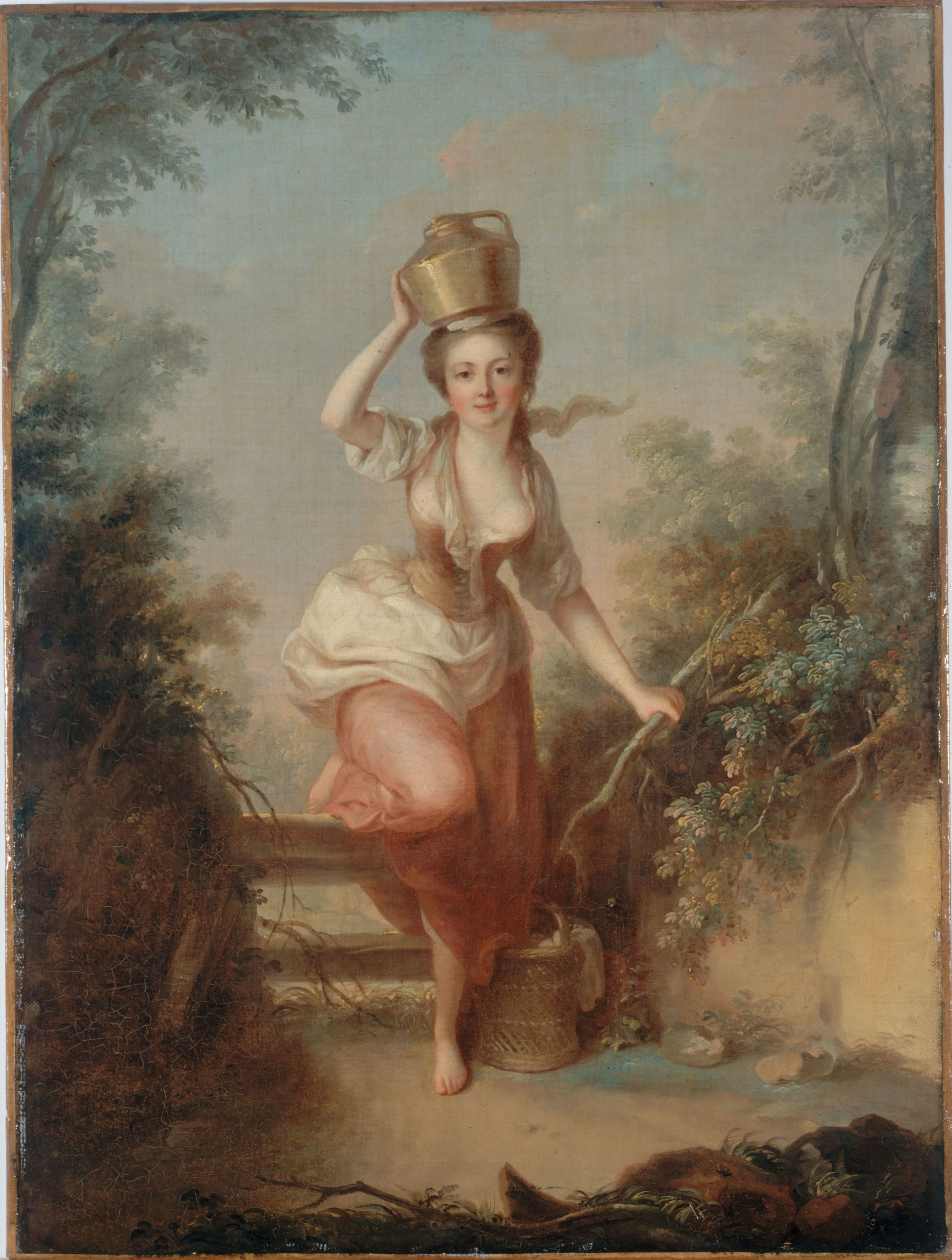
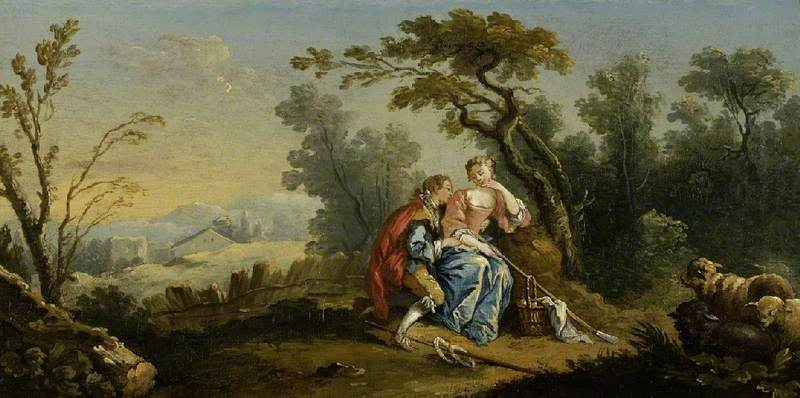
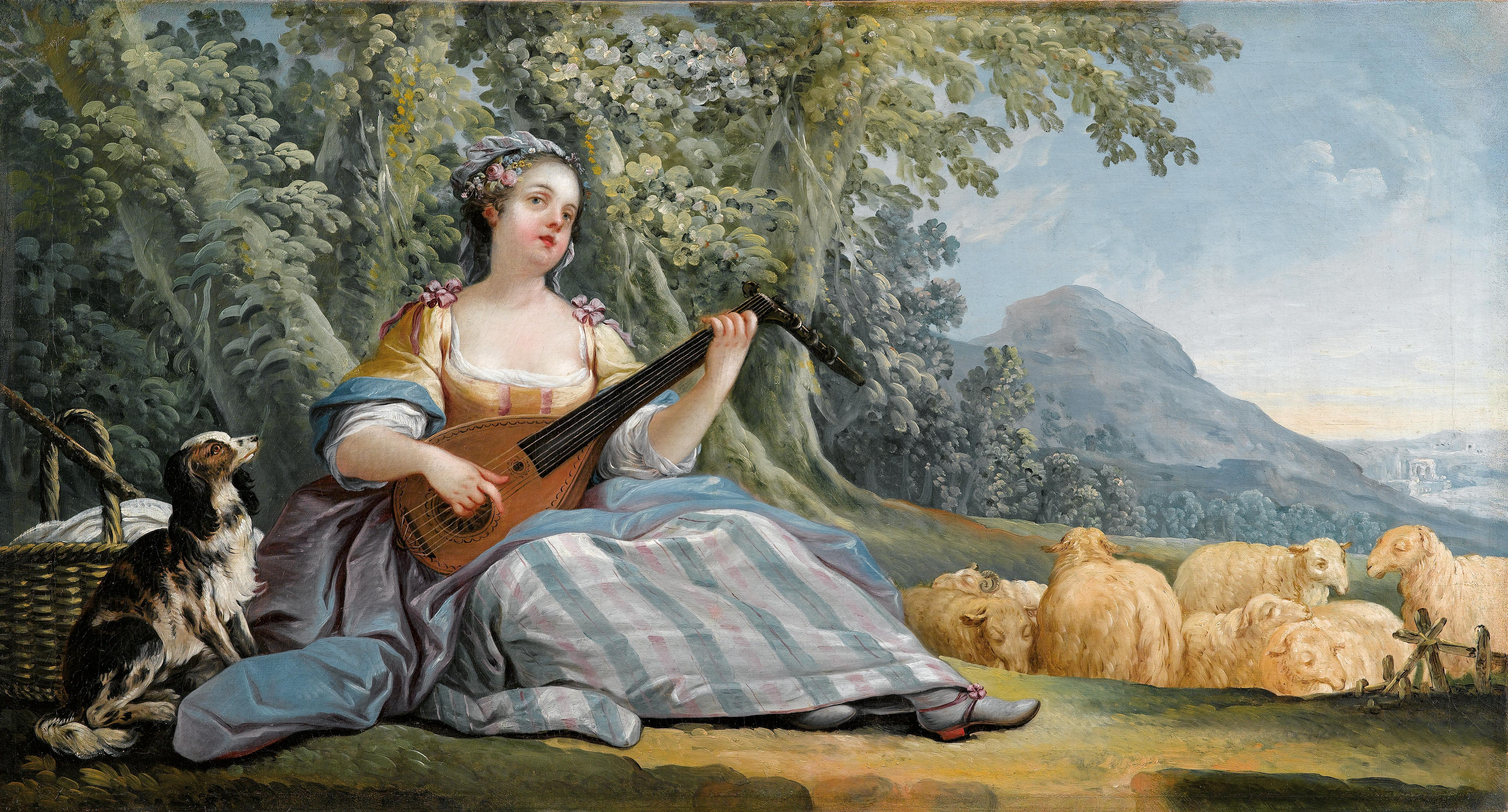
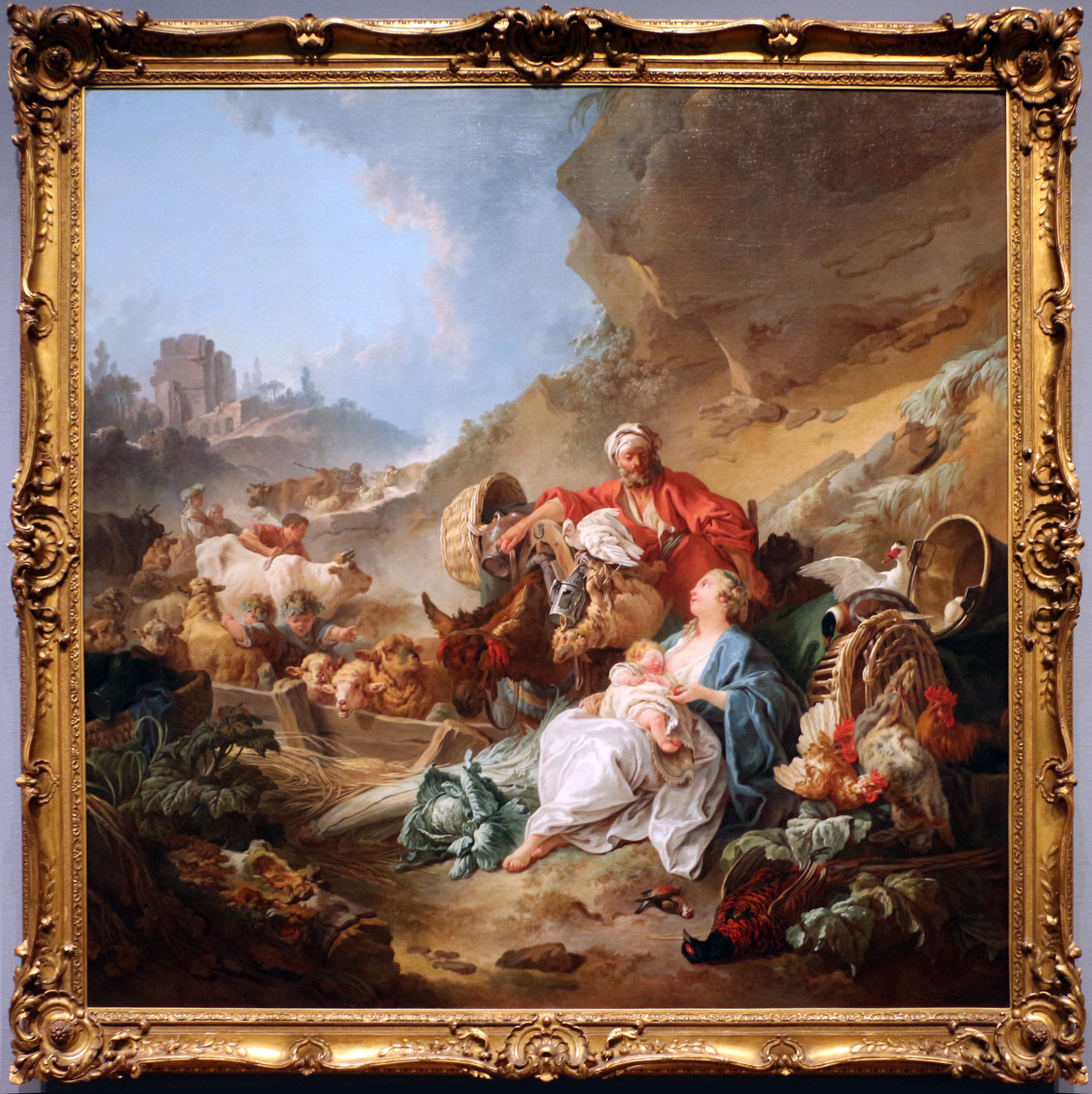
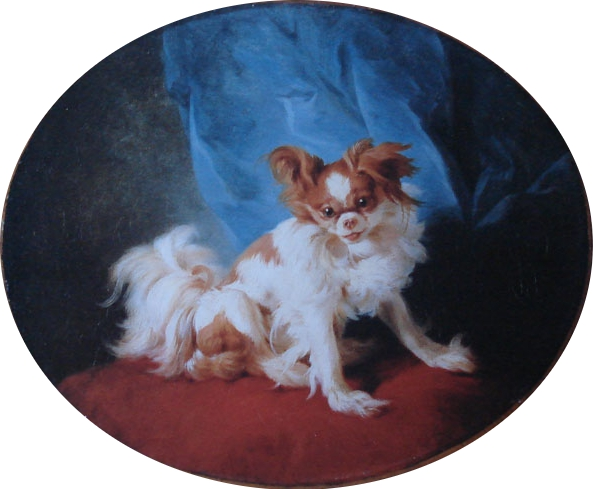